# Zeeën van tijd
Zeeën van tijd is een nummer van de Nederlandse zanger Guus Meeuwis uit 2013. Het is de derde single van zijn negende studioalbum Het kan hier zo mooi zijn.
"Zeeën van tijd" is een opgewekt en uptempo nummer. In dit nummer zoekt Meeuwis iets meer de rock op dan hij eerder deed. Hoewel het nummer slechts de 11e positie in de Tipparade bereikte, werd het in Nederland wel een radiohit.

## Hitlijsten

### Single Top 100
| Hitnotering: 15-06-2013 t/m 15-06-2013 | Hitnotering: 15-06-2013 t/m 15-06-2013 | Hitnotering: 15-06-2013 t/m 15-06-2013 |
| Week                                   | 1                                      |                                        |
| -------------------------------------- | -------------------------------------- | -------------------------------------- |
| Positie                                | 62                                     | uit                                    |